# Edvin Kurtulus
Edvin Kurtulus (Halmstad, 2000. március 5. –) svéd válogatott labdarúgó, a Ludogorec Razgrad hátvédje.

## Pályafutása

### Klubcsapatokban
Kurtulus a svédországi Halmstad városában született. Az ifjúsági pályafutását a helyi Halmstad akadémiájánál kezdte.
2019-ben mutatkozott be a Halmstad másodosztályban szereplő felnőtt keretében. A 2020-as szezonban feljutottak az Allsvenskanba. 2022. január 8-án hároméves szerződést kötött a Hammarby együttesével. Először a 2022. április 2-ai, Helsingborg ellen 2–1-re megnyert mérkőzés 83. percében, Richard Magyar cseréjeként lépett pályára. Első gólját 2022. április 9-én, a Sundsvall ellen idegenben 5–1-es győzelemmel zárult találkozón szerezte meg.
2024. június 22-én jelentették be, hogy július 1-től a bolgár Ludogorec Razgrad csapatába igazolt.

### A válogatottban
Kurtulus az U21-es korosztályú válogatottban képviselte Koszovót.
2022-ben debütált a svéd válogatottban. Először a 2022. június 9-ei, Szerbia ellen 1–0-ra elvesztett mérkőzés 41. percében, Joakim Nilssont váltva lépett pályára.

## Statisztikák
2022. november 6. szerint
| Klub     | Szezon   | Osztály     | Bajnokság | Bajnokság | Kupa  | Kupa | Nemzetközi | Nemzetközi | Összesen | Összesen |
| Klub     | Szezon   | Osztály     | Meccs     | Gól       | Meccs | Gól  | Meccs      | Gól        | Meccs    | Gól      |
| -------- | -------- | ----------- | --------- | --------- | ----- | ---- | ---------- | ---------- | -------- | -------- |
| Halmstad | 2019     | Superettan  | 11        | 0         | 0     | 0    | —          | —          | 11       | 0        |
| Halmstad | 2020     | Superettan  | 18        | 1         | 3     | 0    | —          | —          | 21       | 1        |
| Halmstad | 2021     | Allsvenskan | 31        | 0         | 0     | 0    | —          | —          | 31       | 0        |
| Halmstad | Összesen | Összesen    | 60        | 1         | 3     | 0    | 0          | 0          | 63       | 1        |
| Hammarby | 2022     | Allsvenskan | 27        | 2         | 5     | 0    | —          | —          | 32       | 2        |
| Összesen | Összesen | Összesen    | 87        | 3         | 8     | 0    | 0          | 0          | 95       | 3        |

### A válogatottban
| Válogatott | Év       | Pályára lépés | Gól |
| ---------- | -------- | ------------- | --- |
| Svédország | 2022     | 2             | 0   |
| Svédország | 2023     | 1             | 0   |
| Összesen   | Összesen | 3             | 0   |

## Sikerei, díjai
Halmstad
- Superettan
  - Feljutó (1): 2020

Hammarby
- Svéd Kupa
  - Döntős (1): 2021–22